# Jugendmaßregelvollzug
Im Jugendmaßregelvollzug oder Maßregelvollzug für Jugendliche werden in Deutschland jugendliche psychisch kranke oder suchtkranke Rechtsbrecher gemäß § 63 und § 64 Strafgesetzbuch (StGB) untergebracht. Die gesetzlichen Vorschriften im Strafgesetzbuch sind identisch mit den Regelungen für Erwachsene (siehe auch: Maßregelvollzug).

## Rechtsgrundlagen
Nach dem Strafgesetzbuch werden im Maßregelvollzug psychisch kranke Rechtsbrecher untergebracht, die im Sinne des § 20 oder § 21 StGB als schuldunfähig oder vermindert schuldfähig gelten, bei denen zugleich unter Gesamtwürdigung des Täters und seiner Tat eine weitere Gefährlichkeit zu erwarten ist und wenn ein Zusammenhang zwischen Delikt und psychischer Störung besteht. Zuvor muss bei Jugendlichen die Voraussetzung des § 3 JGG, also die Strafmündigkeit bejaht werden.
Bei suchtkranken jugendlichen Delinquenten muss für eine Einweisung in eine Entziehungsanstalt gemäß § 64 StGB keine Einschränkung der Schuldfähigkeit vorliegen. Für die Durchführung des Maßregelvollzuges bei Jugendlichen ist die medizinische Fachdisziplin der Kinder- und Jugendpsychiatrie und -psychotherapie zuständig.
Die genannten Feststellungen trifft der Jugendrichter in der nicht-öffentlichen Hauptverhandlung. Die Betroffenen werden anschließend in den Jugendmaßregelvollzug eingewiesen. Im Vollzug gelten die Maßregelvollzugsgesetze der Länder soweit diese erlassen sind. Für Jugendliche gelten teilweise spezifische Regelungen. In einigen Bundesländern gelten Abschnitte in den jeweiligen Psychisch-Kranken-Gesetzen.
- § 63 StGB – Unterbringung im psychiatrischen Krankenhaus – bezieht sich auf schuldunfähige oder vermindert schuldfähige Straftäter, die aufgrund ihrer Erkrankung als für die Allgemeinheit gefährlich gelten und von denen weitere erhebliche Straftaten (Gewaltdelikte, aber auch Sexualdelikte) zu erwarten sind. Diese Maßregel ist unbefristet.
- § 64 StGB – Unterbringung in der Entziehungsanstalt – bezieht sich auf suchtkranke Straftäter. Diese Maßregel ist grundsätzlich auf zwei Jahre befristet, wobei sich die Aufenthaltsdauer in der Maßregel durch entsprechende Höchstfristberechnungen verschieben/verlängern kann.

## Auftrag des Jugendmaßregelvollzugs
Beide Gruppen werden im Jugendmaßregelvollzug als Patienten betrachtet. Es gilt der gesetzliche Auftrag der „Besserung und Sicherung“. Daneben sind alterstypische Aufgaben wie Erziehung, Bildung und Ausbildung wahrzunehmen. Seit einem Urteil des Bundesverfassungsgerichts im Jahre 1985 gilt für den Maßregelvollzug der Grundsatz der Verhältnismäßigkeit.
Die Maßregelvollzugs-Einrichtungen für Jugendliche sind spezialisierte jugendforensische Abteilungen an Kliniken der Kinder- und Jugendpsychiatrie und -psychotherapie. Nach einem Gerichtsurteil aus dem Bundesland Thüringen haben Jugendliche im Maßregelvollzug ein Anrecht darauf, getrennt von Erwachsenen untergebracht zu werden. Der Maßregelvollzug für Jugendliche ist vom Jugendstrafvollzug und von der Sicherungsverwahrung gefährlicher (meist Wiederholungs-)Täter zu unterscheiden.

## Patientenzahlen
Zahlen von Jugendlichen im Maßregelvollzug in Deutschland wurden 2009 von Weissbeck publiziert und stützen sich auf die Erhebungen des Arbeitskreises für Jugendmaßregelvollzug in Deutschland (Sprecher: Dr. Wolfgang Weissbeck, Pfalzinstitut Klingenmünster).

## Krankheitsbilder
Eine große Gruppe der im Maßregelvollzug untergebrachten Jugendlichen leidet unter beginnenden Persönlichkeitsstörungen oder unter sexuellen Abweichungen. Vergleichsweise seltener sind affektive Psychosen (etwa Manien), Wahnkrankheiten oder organisch bedingte Psychosen. Weiterhin finden sich bei den gemäß § 63 StGB untergebrachten Jugendlichen schizophrene Psychosen. Eine wesentliche Gruppe der im Maßregelvollzug untergebrachten Jugendlichen hat eine Intelligenzstörung. Im Vollzug gemäß § 64 StGB steht bei Jugendlichen die Drogenabhängigkeit im Vordergrund, gefolgt von Alkoholabhängigkeit, nicht selten liegen zugleich beginnende Persönlichkeitsstörungen vor.

## Besserung und Sicherung
Der gesetzliche Auftrag der Einrichtungen für Jugendmaßregelvollzug besteht in der Besserung und Sicherung der Patienten. Maßregelvollzugseinrichtungen sollen ein Höchstmaß an Sicherheit für die Bevölkerung und eine sinnvolle Therapie für die Patienten (auch gegen deren Willen) gewährleisten. Zugleich müssen sie behandeln und eine möglichst weitgehende psychische Stabilisierung und Rehabilitation ermöglichen. Dieser Zielkonflikt ist nur lösbar durch abgestufte, ständig überprüfte Vollzugslockerungen von der Ausführung bis hin zum Freigang.
Die Behandlung erstreckt sich über Jahre, weil die rechtlichen Anforderungen an die Entlassung hoch sind. Die Entlassung ist erst bei eindeutig günstiger Prognosestellung durch einen jugendforensischen Sachverständigen (idealerweise ein Arzt/eine Ärztin für Kinder- und Jugendpsychiatrie und -psychotherapie mit Zertifikat „kinder- und jugendpsychiatrische Begutachtung“) möglich. Zuständig sind hierfür die Jugendrichter. Diese überprüfen auch regelmäßig die Fortdauer der Maßregel. Rechtsgrundlage des Vollzuges ist das jeweilige Maßregelvollzugsgesetz des Bundeslandes.
Einzelheiten zu Sicherheitsvorkehrungen finden sich im Artikel über den Maßregelvollzug.

## Modellprojekte
Im Jahr 2009 wurde im Pfalzinstitut – Klinik für Kinder- und Jugendpsychiatrie, Psychosomatik und Psychotherapie ein Modellprojekt in Klingenmünster, Rheinland-Pfalz in Betrieb genommen. Die Konzeption verfolgt einen integrativen Ansatz. Einzelheiten hierzu finden sich in Brünger/Weissbeck (2008).